# Tommy Armour
Tommy Dickson Armour (né le 24 septembre 1894 à Édimbourg et décédé le 11 septembre 1968 à Larchmont (New York)) était un golfeur écossais puis américain. Surnommé The Silver Scot, il s'est notamment imposé à l'Open américain (1927), au Championnat de la PGA (1930) et à l'Open britannique (1931). Il est introduit au World Golf Hall of Fame en 1976.

## Biographie
Né en Écosse, il combat lors de la Première Guerre mondiale où il est blessé ; durant sa convalescence, il s'exerce au golf. Après avoir remporté l'Open Amateur de France en 1920, il s'expatrie pour les États-Unis, rencontre Walter Hagen, travaille dans le secrétariat d'un parcours de golf et obtient la nationalité américaine. En 1924, il décide de passer golfeur professionnel.
En l'espace de quatre années, il remporte successivement l'Open américain (1927), le Championnat de la PGA (1930) et l'Open britannique (1931). Cette performance est cependant éclipsée par le grand chelem réalisé par Bobby Jones durant la même période. Il se retire en 1935 et décide alors d'enseigner le golf en Floride au Boca Raton Club où il a eu sous ses ordres Babe Zaharias ou Lawson Little. Il ne dispute plus que des matchs d'exhibition ponctuels. En 1952, il coécrit un livre "How to Play Your Best Golf All the Time" avec Herb Graffis, livre qui connut un grand succès.
Il meurt à Larchmont en 1968 et est introduit au World Golf Hall of Fame en 1976.

## Palmarès (grand chelem)
- Vainqueur de l'Open américain : 1927.
- Vainqueur de l'Open britannique : 1931.
- Vainqueur du Championnat de la PGA : 1930.